# 송지고등학교
송지고등학교(松旨高等學校)는 대한민국 전라남도 해남군 송지면 미야리에 있는 공립 고등학교이다.

## 학교 연혁
- 1969년 11월 22일 : 설립 인가(보통과 1, 가정 1)
- 1970년 4월 6일 : 송지종합고등학교 개교
- 1970년 4월 6일 : 초대 김수규 교장 취임
- 1999년 8월 31일 : 학칙변경 보통과 1, 정보처리과 1, 경영정보과 1학급
- 2014년 3월 1일 : '송지고등학교' 로 교명 변경
- 2020년 4월 1일 : 학칙변경 보통과 1, 경영정보과 1학급
- 2025년 2월 10일 : 제53회 28명 졸업(졸업생 누계 5,608명)
- 2025년 3월 1일 : 제21대 김홍연 교장 부임
- 2025년 3월 4일 : 2025학년도 신입생 25명 입학

## 설치 학과
- 경영정보과
- 7차일반

## 참고 자료
- 송지고등학교 - 한국교육학술정보원 학교알리미